# Bundesautobahn 485
Bundesautobahn 485 (em português: Auto-estrada Federal 485) ou A 485, é uma auto-estrada na Alemanha.
A Bundesautobahn 485 tem 20 km de comprimento.

## Estados
Estados percorridos por esta auto-estrada:
- {{{3}}}